# Georges Painvin

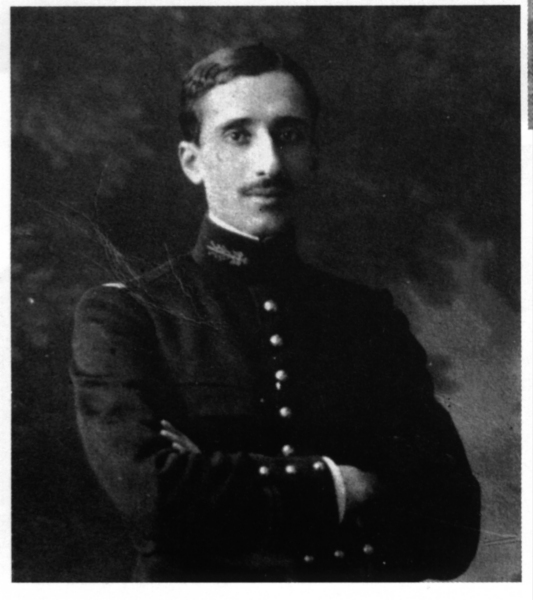
Georges Painvin

Georges Jean Painvin (Parijs, 28 januari 1886 - aldaar, 21 januari 1980), was een Frans geoloog en industrieel, die echter vooral bekendheid verwierf als de cryptograaf die er in slaagde de door de Duitsers tijdens de Eerste Wereldoorlog gebruikte ADFGX-cijfer te breken.

## Beginjaren
Als voormalig student van de École polytechnique en de École nationale supérieure des mines de Paris begint Painvin zijn carrière als leraar geologie en paleontologie tot het uitbreken van de Eerste Wereldoorlog. Hij heeft geen enkele opleiding als cryptograaf gevolgd, maar is wel gepassioneerd door geheime codes en raakt bevriend met kapitein Paulier die hem inwijdt in de wereld van de versleutelde communicatie.

## Eerste decodeersuccessen
Painvin vraagt hem door de Duitsers gecodeerde teksten te bezorgen en slaagt er al snel in resultaten te boeken. Op 21 januari 1915 stelt hij de ARC-methode voor, waarmee een gebruikte codeersleutel op basis van één enkele tekst kan achterhaald worden.
Painvin wordt hierop overgeplaatst naar het « Cabinet noir », de ontcijferingsdienst van het Franse leger, waar hij tot het eind van de oorlog actief zal blijven. Hij legt zich vanaf dan toe op de codes van de Kaiserliche, en daarna op deze van de Oostenrijk-Hongaarse marine, die tot dan toe onbegrepen bleven. Hij slaagt erin deze te breken, waardoor de jacht op de U-Boote veel efficiënter kan gevoerd worden. Het Duitse leger maakt gebruik van verschillende codes, waarop Painvin in samenwerking met kolonel Olivari zich toelegt op de ABC-code. Na twee weken slagen beide cryptografen erin het systeem van de code te reconstrueren, ondanks de door de Duitsers opzettelijk verzonden foutieve berichten.

## Het «Radiogram van de overwinning»
Tijdens het lenteoffensief van 1918 wordt Parijs onophoudelijk gebombardeerd door de zware Duitse artillerie. De Fransen slagen er niet in het nieuwe Duitse ADFGX-cijfer te breken en kunnen derhalve niet op de Duitse aanvallen anticiperen. Op 5 april 1918 slaagt Painvin er in de dubbele sleutel van de code te achterhalen en de codering te breken op basis van berichten verzonden op 1 april. Maar op 30 mei, wanneer de Duitsers zich voorbereiden om de doorbraak naar Parijs te forceren, vergroten ze de complexiteit van de code door een extra letter V toe te voegen aan de codeersleutel. Painvin zet zich aan het werk met als uitgangspunt dat de letter V voor de cijfers 0 tot 9 moet staan. Hij ontdekt overeenkomsten tussen verschillende berichten en slaagt er na 26 uur onafgebroken werk in het rooster en de permutatie die gebruikt worden bij de codering te reconstrueren en de code te breken. 
Op 2 juni 1918, ontcijfert Painvin een bericht dat op 1 juni 1918 verzonden werd naar de Duitse stellingen nabij Remaugies, ten noorden van Compiègne. Deze tekst, die later als bijnaam het « Radiogram van de overwinning » zal krijgen, zag er gecodeerd als volgt uit:
FGAXA XAXFF FAFVA AVDFA GAXFX FAFAG DXGGX AGXFD XGAGX GAXGX AGXVF VXXAG XDDAX GGAAF DGGAF FXGGX XDFAX GXAXV AGXGG DFAGG GXVAX VFXGV FFGGA XDGAX FDVGG A
Gedecodeerd gaf dit in Duitse versie: 
Sofortige Munitionslieferung. Auch bei Tage, wenn nicht beobachtet. (Onmiddellijke munitielevering. Ook overdag, indien niet geobserveerd.)
Het bericht werd bezorgd aan het hoofdkwartier van maarschalk Foch, die erdoor overtuigd werd dat de aanval op Compiègne imminent was. Hij zette daarom de laatste reservetroepen in om de stad en deze wisten de aanval af te slaan. Totaal uitgeput van zijn inspanning stort Painvin na het bezorgen van het bericht in.
Op 10 juli 1918 krijgt Painvin de titel van ridder in het Legioen van Eer. Hij dient dit echter te verzwijgen, want zijn activiteiten bij de ontcijferingsdienst vallen onder een 50-jarige geheimhouding. In 1973 wordt hij benoemd tot Grootofficier in het Erelegioen.

## Na 1918
In het interbellum gaat Painvin terug aan de slag als professor, daarnaast is hij ook in de bedrijfswereld actief. In 1922 wordt hij zo, onder meer, algemeen directeur bij het staalbedrijf Ugine. Zijn rol als bedrijfsleider tijdens de Tweede Wereldoorlog (o.a. van het Crédit commercial de France van 1941 tot 1944) en deze van voorzitter van de Parijse handelskamer (vanaf maart 1944) brengt hem na afloop van de oorlog in de problemen wanneer hij vervolgd wordt voor collaboratie, als gevolg hiervan geeft hij zijn ontslag als directeur bij Ugine in december 1945. 
In 1948 vertrekt hij naar Marokko, waar hij zich opnieuw in het bedrijfsleven opwerkt. Hij vestigt zich in 1962 opnieuw en definitief in Frankrijk.